# Akademia Rysiów
Akademia Rysiów (wł. Accademia dei Lincei), także Akademia Ostrowidzów – pierwsze nowożytne towarzystwo naukowe, założone 17 sierpnia 1603 roku przez kardynała Federica Cesiego, który został również zarządcą organizacji. Propagowała badania przyrody metodą eksperymentalną. Wywodzi się z niej istniejąca do dziś Narodowa Akademia Rysiów-Ostrowidzów.

## Znani członkowie
- Francesco Barberini[1]
- Galileusz[1]
- Giambattista della Porta[1]